# Roslagen
För andra betydelser, se Roslagen (olika betydelser).

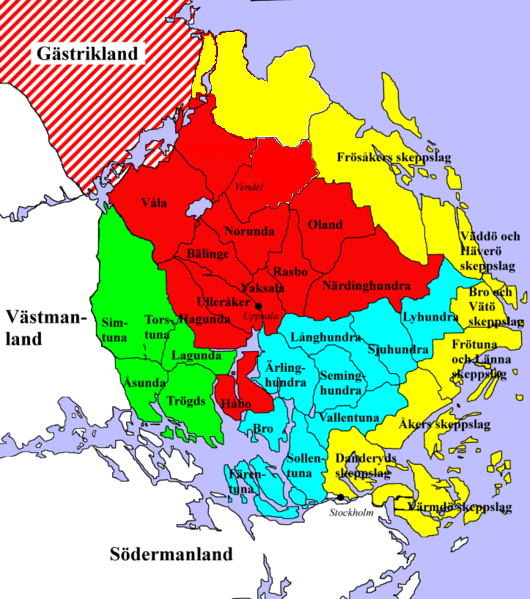
Folklanden i Uppland och Gästrikland (del av Svitjod), där nutidens Roslagen ungefär motsvaras av Roden (i gult).

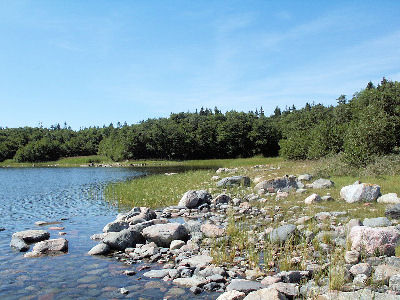
Söderöra i Roslagen, en av de många skärgårdsöarna i Stockholms skärgård

Roslagens inofficiella flagga.

Roslagen är ett kustområde i östra Uppland, norr om Stockholm. Till Roslagen räknas vanligen skärgården utanför Upplands kust och fastlandet närmast innanför, från Värmdön i söder till Älvkarleby i norr medan gränsen i väster är obestämd. Namnet Roslagen härleds av den i äldre tider brukliga benämningen Roden (egegentligen roðer, rodd) på den till havet gränsande del av landet. Då  indelades den  i skeppslag som skulle utrusta roddlag (därav roslag) i krigstid.

## Omfattning
Somliga anser att Roslagen har en mindre utsträckning, och bara omfattar Vaxholms, Österåkers, Norrtälje och Östhammars kommuner, medan andra räknar in hela Värmdölandet i söder och förlägger den norra gränsen till Älvkarleby. Kommunerna Danderyd, Lidingö, Täby och Vallentuna ingick i den tidigare Södra Roslags domsaga (sedan april 2007 en del av Attunda domsaga).
Norrtälje brukar ibland kallas för Roslagens huvudstad. Andra större samhällen i Roslagen är Djursholm, Hallstavik, Rimbo, Täby, Vaxholm, Åkersberga, Älmsta, Öregrund och Östhammar. De största öarna i Roslagen är Lidingö, Väddö, Ljusterö, Vätö, Gräsö och Singö.

## Historik
Roslagens gamla namn Roden är ett urgammalt begrepp, benämningen på kustlandskapens yttersta delar i den uppländska delen av Svitjod, såväl som strandlandskapet ända in i Mälaren.
På Håkanstenen vid Hovgården på Adelsö nämns bryten Tolir som Bryte i Roden. I den medeltida Östgötalagen nämns också jarls bryte i Rodens bo. I skriftliga källor nämns Roslagen för första gången år 1493 då stavat som Rodzlagen.
Ortnamnet Roslagen har uppkommit genom en relativt sentida (1400-tal) sammanslagning av "Roden" och "skeppslag". Roden har med kustfolket att göra, de som ror, dvs framför båtar med rodd. Roden var alltså det äldre namnet på Roslagen. Fortfarande under indelningsverkets tid fram till 1900-talets början hade Roslagen anknytning till flottan snarare än armén, genom att de från Roslagen indelta männen inte var soldater utan båtsmän. I området finns en del bevarande båtsmanstorp.
Under 1900-talet har området utvecklats från att huvudsakligen vara en jordbruks- och fiskebygd till att den södra delen blivit ett förortsområde till Stockholm, och hela området präglas av fritidsbebyggelse.

## Företeelser som fått namn efter Roslagen
Roslagen har givit namn till så skilda begrepp som fårrasen roslagsfår och båttävlingen Roslagsloppet. De delar av Stockholms och Upplands skärgårdar som ligger inom Roslagen kallas också för Roslagens skärgård och i det området har segelskutor av typen roslagsskuta varit vanliga. Moderna kommunikationer i området har fått namn efter området: Roslagsbanan och Roslagsvägen. I Stockholm finns Roslagsgatan, som är Roslagsvägens gamla förlängning i det som numera är innerstaden. De båda vägarna möts vid Roslagstull.
På Svalbard finns berget Roslagsfjället.
Personer från Roslagen kallas rospiggar och ordet rospigg används ibland också som ett alternativt namn för roslagsskuta. Ett speedwaylag från Hallstavik har tagit namnet Rospiggarna.
De finska och estniska namnen för Sverige, Ruotsi och Rootsi, har sina etymologiska ursprung i namnet Roslagen.
Både Ryssland och Belarus har fått sitt namn från de vikingar och förhistoriska sjöfarare som reste i österled från Roslagen. Dessa kallades ruser och bildade bosättningar i dagens Ryssland och Ukraina. Namnet kom med tiden att beteckna de slaviska folken i området och fördes över på statsbildningen av Ryssland (rusernas land).
För att bevara trä som står utomhus används ibland så kallad roslagsmahogny, en blandning av linolja, trätjära och terpentin.